# 22998 Waltimyer
22998 Waltimyer este un asteroid din centura principală de asteroizi.

## Descriere
22998 Waltimyer este un asteroid din centura principală de asteroizi. A fost descoperit pe 4 noiembrie 1999 la Socorro, New Mexico, în cadrul proiectului LINEAR. Asteroidul prezintă o orbită caracterizată de o semiaxă mare de 3,19 ua, o excentricitate de 0,13 și o înclinație de 2,6° în raport cu ecliptica.